# Fortunfortet
Fortunfort blev opført i årene 1891-93, som en del af Københavns Landbefæstning. Fortet ligger lige op til Dyrehavens vestlige del, ved Fortunen. Kaptajn Edvard Rambusch stod for opførelsen efter retningslinjer fra oberstløjtnant E.J. Sommerfeldt, der var fæstningens arkitekt. Byggeriet kostede ifølge Kaptajn A.G. Nyholm kr. 549.999,33 i alt.
Fortet var under 1. verdenskrig bemandet med 110 mand af Sikringsstyrken, men har i øvrigt, som resten af landbefæstningen aldrig haft operative opgaver. Som en del af forsvarsforliget i 1909 blev det besluttet, at størstedelen af Københavns Befæstning, herunder Fortunfortet, skulle nedlægges i 1920. Efter nedlæggelsen overgik fortet til privat eje og fungerede derefter bl.a. som svampefarm, reservedelslager for motorcykler og krudtlager for Tivoli. Omkring 1955 overtog Lyngby-Tårbæk Kommune anlægget. I henhold til "Lov om naturbeskyttelse" blev Fortunfortet den 3. januar 1992 fredet og beskyttet som fortidsminde. Fortet er ikke vedligeholdt i henhold til loven og fremtræder i dag meget forfaldent. 
Fortunfort har samme trekantede form, som de fleste andre forter i Københavns Befæstning. Denne grundplan er gunstig, da der er mindst mulige sider at forsvare. Fortet var udrustet med fire hurtigskydende 75 mm kanoner i forsvindingstårne til varetagelse af den primære operative opgave og yderligere fire 75 mm kanoner samt rekylgeværer til selvforsvar. 
I tilfælde af krig og et angreb fra nord, skulle fortet forsvare den vestlige del af Eremitagesletten og noget af Lundtoftesletten vest for Dyrehaven. Derfor vender fortets front (spids) mod nord og dets hovedindgang mod syd.
- Skilt ved Fortet
- Foto fra 1892
- Skilt ved Fortet
- Døren til fortet
- Dør i det gamle stormgitter til fortdækket.